# ميونايتايبار-اربتزغاي غيرايكايتز
بلدية ميونايتايبار-اربتزغاي غيرايكايتز (بالإسبانية: Munitibar-Arbatzegi Gerrikaitz)‏ هي بلدية تقع في مقاطعة بيسكاي, التي تقع في منطقة الباسك شمالي إسبانيا.

## وصلات خارجية
- (بالإسبانية)